# Джамбул Зарандия
Ветеран Абхазской войны (1992-1993)
Зарандия Джамбул Отариевич родился 16.01.1974 г. В городе Ткварчели .Он был трудолюбивый патриот своей страны. В1980 пошел в первый класс. В 1989 году вместе с отцом и старшим братом оборонял мост через реку Галидзга. В 1992 г. началась отечественная война народа Абхазии, с первых дней войны он встал в ряды ополченцев. Вступил в батальон "Шьаратын" , участвовал во многих операциях на Гумистинском направлении. 15 марта 1993 г. ушел в наступление вместе со всей группой.16 марта героический погиб вместе со своими товарищами.